# Rangierleiter

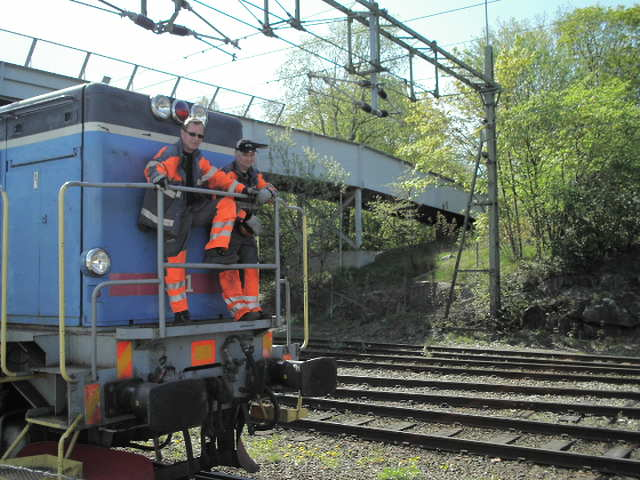
Rangierer und Rangierleiter auf einer schwedischen Diesellokomotive T44

Der Rangierleiter, in Österreich Verschubleiter, ist der Verantwortliche für das Leiten und die Durchführung der Rangierbewegungen.

## Schweiz
Der Rangierleiter verständigt alle beteiligten Rangierer und den Triebfahrzeugführer über die auszuführenden Arbeiten und teilt die Aufgaben zu. Die Funktion des Rangierleiters wird in der Regel durch einen Rangierer wahrgenommen. Ist der Lokomotivführer alleine, übernimmt er die Funktion des Rangierleiters. Der Rangierleiter beobachtet während der Fahrt den Fahrweg. Er hat seinen Standort so zu wählen, dass er den Fahrweg überblicken und die Signale einwandfrei erkennen kann.

## Deutschland
Der Rangierleiter war zuständig für die Verständigung der an der Rangierfahrt beteiligten Mitarbeiter und erteilte dem Triebfahrzeugführer Rangiersignale. Bei der Deutschen Reichsbahn war der Rangierleiter durch einen roten Streifen am Helm gekennzeichnet. Nach aktuellem Regelwerk der Deutschen Bahn trägt der Triebfahrzeugführer die Verantwortung für die Rangierfahrt. Er kann Aufgaben an Rangierbegleiter übertragen.